# Đại hội Thể thao Người khuyết tật Đông Nam Á 2003
Đại hội Thể thao Người khuyết tật Đông Nam Á 2003 hay ASEAN Para Games 2003 là Đại hội Thể thao Người khuyết tật Đông Nam Á lần thứ hai, một sự kiện thể thao đa môn dành cho người khuyết tật Đông Nam Á được tổ chức hai năm một lần. Đại hội được tổ chức tám ngày sau Đại hội Thể thao Đông Nam Á 2003 tại Hà Nội, Việt Nam từ ngày 21 đến ngày 27 tháng 12 năm 2003. Đây là lần đầu tiên Việt Nam đăng cai tổ chức ASEAN Para Games và lần đầu tiên Đông Timor tham gia ASEAN Para Games.
Việt Nam là quốc gia thứ hai tổ chức ASEAN Para Games sau Malaysia. Khoảng 740 vận động viên từ 11 quốc gia đã tham gia 287 nội dung thuộc 5 môn thể thao. Thái Lan là nước dẫn đầu bảng tổng sắp huy chương, theo sau là chủ nhà Việt Nam và Malaysia.

## Phát triển và chuẩn bị
Ban tổ chức Đại hội Thể thao Người khuyết tật Đông Nam Á lần thứ 2 được thành lập để giám sát việc tổ chức đại hội.

### Địa điểm
| Thành phố | Địa điểm thi đấu                | Các môn thể thao               |
| Hà Nội    | Khu liên hợp thể thao quốc gia  | Khu liên hợp thể thao quốc gia |
| Hà Nội    | Sân vận động Quốc gia Mỹ Đình   | Lễ khai mạc, Điền kinh         |
| Hà Nội    | Cung thể thao dưới nước Mỹ Đình | Bơi lội                        |
| Hà Nội    | Khác                            |                                |
| Hà Nội    | Cung thể thao Quần Ngựa         | Cầu lông, Lễ bế mạc            |
| Hà Nội    | Nhà thi đấu Quận Cầu Giấy       | Bóng bàn                       |
| Hà Nội    | Nhà thi đấu Trịnh Hoài Đức      | Cử tạ                          |

## Tiếp thị

### Biểu trưng

Dê Vàng, linh vật chính thức của đại hội

Biểu tượng của ASEAN Para Games 2 - tác phẩm của hoạ sĩ Việt Nam Nguyễn Thế Nguyên - là hình ảnh cách điệu của một vận động viên ngồi trên xe lăn với hai tay giơ lên cao theo hình chữ “V” tượng trưng cho Việt Nam và "victory" (chiến thắng). Trên đỉnh biểu tượng là 11 vòng tròn nhỏ lồng vào nhau bao quanh hình Khuê Văn Các - biểu tượng văn hóa của Hà Nội, thể hiện sự đoàn kết, hợp tác, hữu nghị của các vận động viên khuyết tật giữa 11 quốc gia trong khu vực Đông Nam Á. Màu sắc của vận động viên và Khuê Văn Các là màu xanh nước biển đậm thể hiện sự thống nhất trong khi màu của 11 vòng tròn là màu đỏ thẫm thể hiện lòng dũng cảm và đam mê.

### Linh vật
Linh vật của ASEAN Para Games 2003 là "Dê Vàng" do họa sĩ Nguyễn Thế Nguyên thiết kế. Linh vật được lựa chọn vì năm Việt Nam đăng cai tổ chức ASEAN Para Games lần thứ hai (2003) là năm con dê trong hầu hết các lịch âm, đặc biệt là lịch Việt Nam và Trung Quốc. Con dê được miêu tả rộng rãi trong nhiều tác phẩm văn học nghệ thuật của Việt Nam như một loài vật rất gần gũi, thân thiện và hữu ích đối với con người trong cuộc sống. Dê Vàng tượng trưng cho hạnh phúc, chiến thắng và lòng dũng cảm khi đối mặt với thử thách. Hình tượng Dê Vàng với tay trái chống vào thắt lưng, tay phải xòe hai ngón hình chữ V thể hiện niềm vui hân hoan chiến thắng, vượt lên số phận hội nhập cộng đồng, truyền đi thông điệp về tính cao thượng của thể thao, thúc giục các vận động viên vươn lên lập thành tích cao nhất. 

### Bài hát chính thức
Bài hát chính thức của ASEAN Para Games 2003 là "Chào Para Games Thăng Long-Hà Nội" do nhạc sĩ Nguyễn Đỗ sáng tác, với phần lời tiếng Anh của Nguyễn Tiến Long và được nhạc sĩ An Thuyên hòa âm, phối khí.

## Đại hội

### Lễ khai mạc
Lễ khai mạc được tổ chức tại Sân vận động Quốc gia Mỹ Đình lúc 19 giờ ngày 21 tháng 12 năm 2003 (UTC+7). 

### Lễ bế mạc
Lễ bế mạc được tổ chức tại Cung thể thao Quần Ngựa vào lúc 19 giờ ngày 27 tháng 12 năm 2003 (UTC+7). 

### Các quốc gia tham dự
- Brunei
- Campuchia
- Lào
- Indonesia
- Bản mẫu:FlagIPC2[9]
- Myanmar
- Philippines
- Singapore
- Thái Lan
- Đông Timor
- Việt Nam

### Các môn thể thao
5 môn thể thao được giới thiệu tại ASEAN Para Games 2003, 4 trong số đó là các môn Paralympic.
- Điền kinh
- Cầu lông
- Cử tạ
- Bơi lội
- Bóng bàn

### Bảng tổng sắp huy chương
Tổng cộng có 760 huy chương, trong đó có 287 huy chương vàng, 245 huy chương bạc và 228 huy chương đồng đã được trao cho các vận động viên. Thành tích của nước chủ nhà Việt Nam là tốt nhất từ trước đến nay trong lịch sử ASEAN Para Games và đứng thứ hai sau Thái Lan. 
Chú giải
| Hạng                | Đoàn                | Vàng | Bạc | Đồng | Tổng số |
| ------------------- | ------------------- | ---- | --- | ---- | ------- |
| 1                   | Thái Lan (THA)      | 101  | 61  | 31   | 193     |
| 2                   | Việt Nam (VIE)      | 81   | 80  | 86   | 247     |
| 3                   | Malaysia (MAS)      | 54   | 40  | 46   | 140     |
| 4                   | Myanmar (MYA)       | 24   | 12  | 12   | 48      |
| 5                   | Indonesia (INA)     | 10   | 11  | 18   | 39      |
| 6                   | Singapore (SIN)     | 10   | 8   | 1    | 19      |
| 7                   | Brunei (BRU)        | 4    | 10  | 5    | 19      |
| 8                   | Philippines (PHI)   | 2    | 15  | 24   | 41      |
| 9                   | Campuchia (CAM)     | 1    | 5   | 3    | 9       |
| 10                  | Lào (LAO)           | 0    | 3   | 1    | 4       |
| 11                  | Đông Timor (TLS)    | 0    | 0   | 1    | 1       |
| Tổng số (11 đơn vị) | Tổng số (11 đơn vị) | 287  | 245 | 228  | 760     |